# Italo Ferreira
Italo Ferreira (* 6. Mai 1994 in Baía Formosa) ist ein brasilianischer Surfer. Seit 2015 startet er in der World Surf League, in der er 2019 den Titel errang. Bei den im Sommer 2021 ausgetragenen Olympischen Spielen in Tokio wurde er erster Surf-Olympiasieger.

## Werdegang

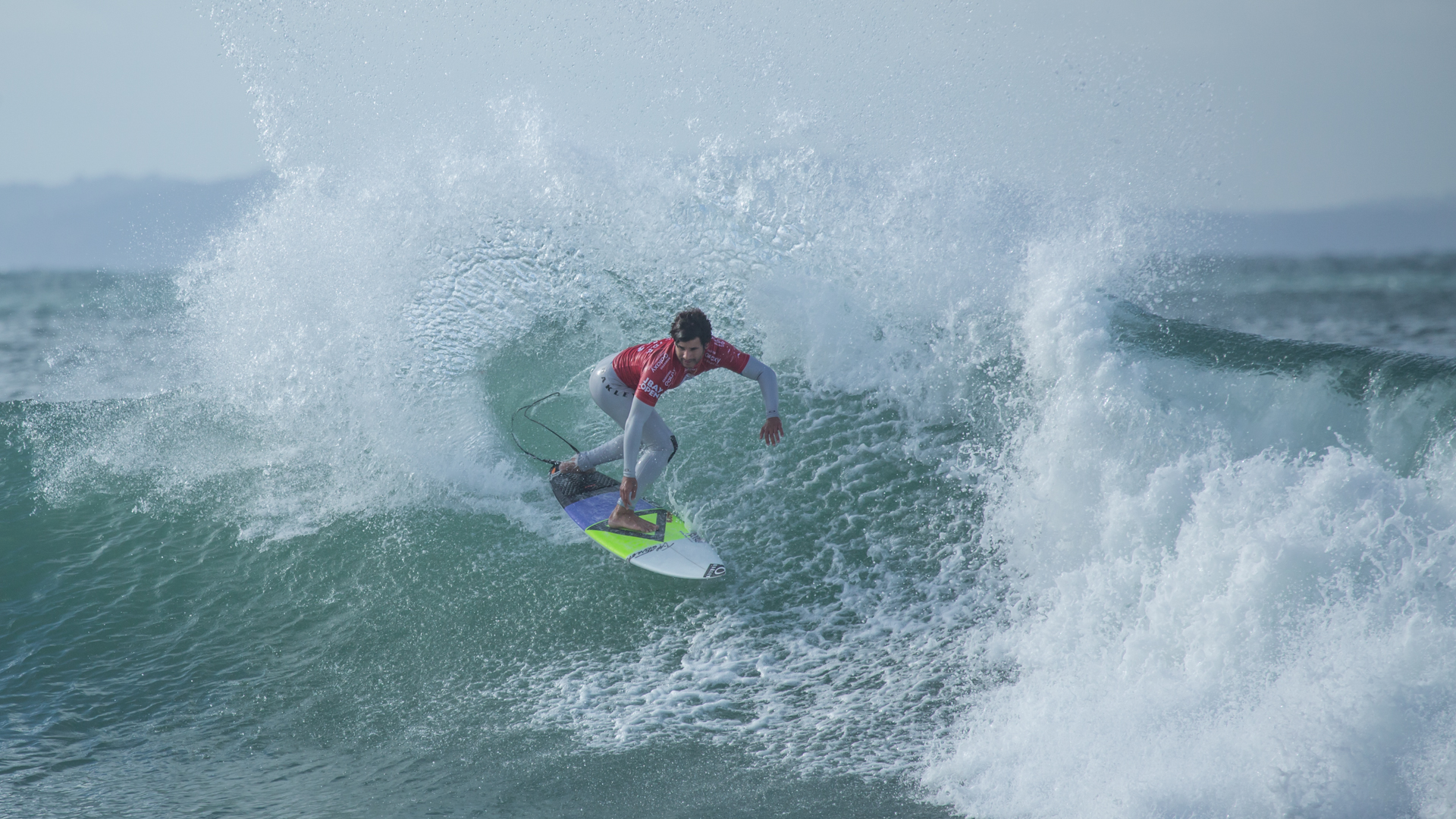
Ferreira bei den Bay Open 2015

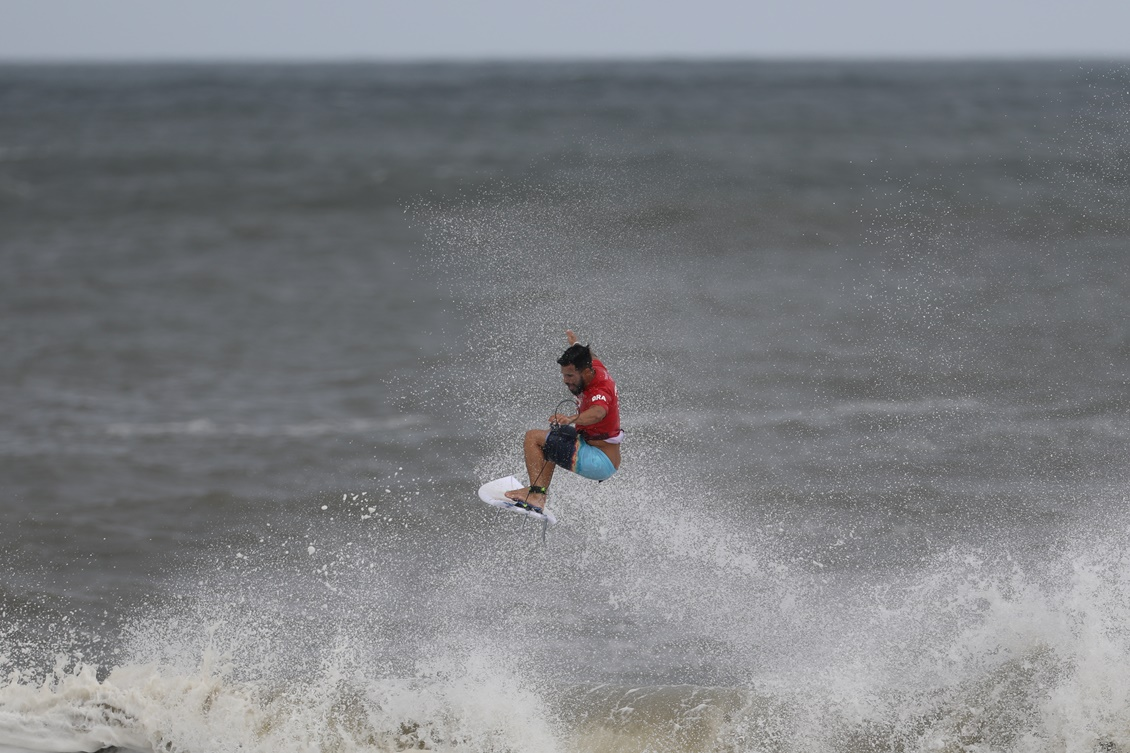
Olympische Sommerspiele 2020

Ferreira wuchs in dem nordostbrasilianischen Küstenort Baía Formosa auf, wo sein Vater als Fischer arbeitete. Als Kind begann Ferreira gemeinsam mit seinen Cousins mit dem Wellenreiten. Seine ersten Surf-Erfahrungen sammelte er auf Styropordeckeln von Kühlboxen seines Vaters, ehe er dank finanzieller Unterstützung von Freunden der Familie sein erstes Surfboard erhielt. Im Alter von zwölf Jahren wurde Ferreira von Luiz „Pinga“ Campos entdeckt, einem Trainer und Scout für die Surfindustrie. Campos vermittelte Ferreira einen Sponsorenvertrag mit Oakley und organisierte seinen Umzug nach Guarujá bei São Paulo. Dort lebte Ferreira zwischenzeitlich zusammen mit anderen Surfern aus dem Oakley-Team, darunter dem späteren World-Tour-Sieger Jadson André, in einer von Campos gemieteten Wohnung.
In der ersten Hälfte der 2010er-Jahre feierte Ferreira Erfolge im Juniorenbereich und qualifizierte sich mit guten Ergebnissen für die 2015 erstmals unter diesem Namen ausgetragene World Surf League (WSL). In den elf WSL-Saisonwettkämpfen kam er fünfmal ins Viertelfinale, erreichte als vorderstes Ergebnis einen zweiten Platz und reihte sich in der Gesamtwertung auf Rang sieben ein. Er war damit bester Neueinsteiger des Jahres (Rookie of the year) und wurde ab 2016 von der Modemarke Billabong unter Vertrag genommen. Die folgenden WSL-Saisons verliefen für Ferreira wechselhaft: 2016 und 2017 knüpfte er nicht durchgängig an die Erfolge seines Debütjahres an und verpasste Anfang 2017 wegen einer Knöchelverletzung mehrere Wettbewerbe der Tour. 2018 gewann er drei Veranstaltungen und wurde beim Gesamtsieg seines Landsmannes Gabriel Medina Vierter in der Saisonwertung. Mit seinen Erfolgen nahm er alleine 2018 Preisgelder in Höhe von knapp 400.000 US-Dollar ein.
Im September 2019 gewann Ferreira bei den World Surfing Games im japanischen Miyazaki sowohl im Einzel auch mit dem Team die Goldmedaille. Zum Ende des Jahres setzte er sich in der World Surf League mit einem Sieg beim vorletzten Wettkampf – dem MEO Rip Curl Pro Portugal – an die Spitze der Gesamtrangliste und entschied auch die abschließenden Pipe Masters auf Oʻahu für sich, womit er seinen ersten WSL-Titel errang. Bei den Pipe Masters stand er im Finale im direkten Duell dem knapp hinter ihm platzierten amtierenden Weltmeister Gabriel Medina gegenüber und erzielte dort die besseren Wertungen. Er qualifizierte sich mit seinem WSL-Sieg zugleich für die Surf-Olympiapremiere bei den Spielen in Tokio, die wegen der COVID-19-Pandemie auf den Sommer 2021 verschoben wurden. Im Vorfeld der Olympischen Spiele nahm Ferreira, der zu diesem Zeitpunkt hinter Medina auf Rang zwei der WSL-Saisonrangliste stand, eine Favoritenrolle ein. In Tokio gewann er deutlich das Finale gegen den Japaner Kanoa Igarashi, der im Halbfinale Medina geschlagen hatte. Als erster Surfer wurde Ferreira damit Olympiasieger.
Das australische Surfmagazin Stab zeichnete Ferreira sowohl 2018 als auch 2019 als „Surfer Of The Year“ aus und zitierte dabei die anerkennenden Einschätzungen seiner Konkurrenten wie Mick Fanning und John John Florence. Neben Oakley und Billabong zählt seit März 2021 auch Red Bull zu Ferreiras Sponsoren.